# Caricea obfuscatipennis
Caricea obfuscatipennis är en tvåvingeart som beskrevs av Xue 1998. Caricea obfuscatipennis ingår i släktet Caricea och familjen husflugor. Inga underarter finns listade i Catalogue of Life.